# 59-й гвардейский стрелковый полк
59-й гвардейский стрелковый Двинский полк — воинская часть 21-й гвардейской стрелковой дивизии СССР в Великой Отечественной войне

## История формирования
Сформирована в сентябре-октябре 1941 года в Башкирской АССР (Приволжский военный округ) в рамках реализации постановления ГКО СССР № 459сс от 11.08.1941:

## Боевой и численный состав на момент формирования
К концу сентября 1941 года часть была укомплектована личным составом, в ней насчитывалось ??00 человек. Часть располагались в городе Уфе? и пригородных населённых пунктах: Чишмах?, Сафарово?, Булгаково? и Нижегородке?
- 1200-й стрелковый полк — командир полка майор Биненбойм А. В., военком полка старший политрук Афиногенов П. И.

По завершении формирования директивой СВГК № 004279 от 02.11.1941 в составе 361-й стрелковой дивизии включена в 39-ю резервную армию и получила приказ на передислокацию из пригородов Уфы в Пошехонье-Володарск Ярославской области.

### Боевые эпизоды
В ночь на 17 декабря 1941 года полк в составе 361-й стрелковой дивизии выступил походным маршем в район Рыбинска, преодолев за двое суток 80 км, затем воинскими эшелонами в составе 361-й стрелковой дивизии был переброшен в район южнее Торжка.

Между станциями Лихославль и Торжок авиация противника пыталась нанести удар по эшелону 1200-го полка.
21 декабря 1941 года полк в составе 361-й стрелковой дивизии, выгрузившись из железнодорожных эшелонов, сосредоточился в районе южнее Торжка, в 40 километрах от линии фронта.
1200-й полк, находясь во втором эшелоне, должен был обеспечить правый фланг дивизии и быть в готовности развить успех в направлении Павлушково, Храпыня.
143-й танковый батальон предназначался для прорыва обороны противника совместно со стрелковыми подразделениями 1204-го полка. Предусматривалось, что с выходом 1204-го полка в район Павлушково танковый батальон переподчиняется вводимому в бой 1200-му полку. Исходные позиции ему были указаны южнее Дмитровское, которое он должен был занять с началом артиллерийской подготовки.
Совершив 40-километровый марш из района Торжка, полк в составе 361-й стрелковой дивизии утром 25 декабря 1941 года занял исходное положение для наступления.
Вечером 27 декабря 1941 года подполковник Д. В. Михайлов поставил задачу полкам на следующий день: для развития наступления на направлении обозначившегося успеха — Павлушково, Грешнево — ввести в бой второй эшелон — 1200-й полк.
С утра 28 декабря 1941 года части 361-й стрелковой дивизии возобновили наступление. Противник остатками 312-го пехотного полка, а также выдвинутыми в полосу дивизии подразделениями 62-го моторизованного полка и батальоном белофиннов оказывал упорное сопротивление, стремясь задержать продвижение частей дивизии.
1200-й полк 361-й стрелковой дивизии, сбив противостоящие подразделения белофиннов, продвигался на юг и к утру 29 декабря 1941 года подошёл к опорному пункту Храпыня, где был остановлен организованным огнём подошедших подразделений 214-го полка 206-й пехотной дивизии. В это время на северо-западную окраину Храпыня вышли подразделения левофлангового полка 355-й дивизии. Во взаимодействии с соседом ударом во фланг и тыл полк разгромил противника в опорном пункте Храпыня, а затем и в Грешнево.
Вечером 30 декабря 1941 года начальник разведки доложил командиру 361-й стрелковой дивизии, что по данным, полученным от разведывательных групп, действовавшим в тылу противника, по шоссе Павлушково — Степино движутся в южном направлении вражеские автомобили, обозы, войска. Подполковник Д. В. Михайлов решил разгромить отступающие части противника и не допустить отхода их на промежуточный оборонительный рубеж
Утром 1 января 1942 года офицер связи штаба 39-й армии привёз на командный пункт 361-й стрелковой дивизии боевое распоряжение командармам
С утра 3 января 1942 года после артиллерийской подготовки перешёл в наступление на правом фланге 1202-й полк.
К исходу 3 января 1942 года части 361-й стрелковой дивизии вышли на рубеж Воскресенское, Зыбино.
Вечером 4 января 1942 года командир 361-й стрелковой дивизии поставил перед частями задачу: 1200-й полк должен был овладеть районом Харламово и, перерезав шоссейную дорогу Ржев — Рига в районе Бахмутово, выступить к Волге и с ходу форсировать её в районе Соломиново, 1204-й полк — наступать в направлении Нов. Коростелево, Нов. Фильково, форсировать Волгу в районе Ножкино и захватить Кокошкино. 1202-й полк составлял второй эшелон.

#### Под Ржевом
8 января 1942 года без оперативный паузы после контрнаступления началась Ржевско-Вяземская операция — завершающий период битвы под Москвой. В операции участвовали
39-я армия Калининского фронта имела задачу ударом трёх дивизий с юга и юго-запада по Ржеву во взаимодействии с 29-й армией окружить и уничтожить ржевскую группировку противника и к исходу 12 января 1942 года овладеть городом. Одновременно армия
361-й дивизии было приказано наступать в направлении Лигостаево, Медведево, Захарово и к исходу 12 января 1942 года во взаимодействии с 381-й дивизией овладеть юго-восточной частью Ржева.
Справа наступала 183-я дивизия, справа — 381-я.
В первом эшелоне находились 1202-й и 1204-й полки, во втором - 1200-й.
За боевые заслуги приказом народного комиссара обороны № 078 от 17 марта 1942 года преобразована в 59-й гвардейский стрелковый полк.

### В огненном кольце
На рассвете 2 июля 1942 года фашисты перешли в наступление на левом фланге дивизии с целью овладеть деревней Нарезки и отсечь 59-й гвардейский стрелковый полк от основных сил дивизии. На направлении наступления противника оборонялась 8-я стрелковая рота. Во время огневой подготовки врага были ранены командир и политрук роты. И тогда командование подразделением взял на себя находившийся в подразделении

### В Великолуской операции
Командование 59-м гвардейским стрелковым полком принял подполковник Русс Пётр Иванович

## Командный состав

### Командир полка
- майор Биненбойм А. В.[2]
- подполковник Русс Пётр Иванович[5]

### Военком полка
- старший политрук Афиногенов П. И.[2]

## Отличившиеся воины полка
- Буденков, Михаил Иванович, гвардии старший сержант.
- Петренко, Степан Васильевич, гвардии старший сержант.

## Боевой и численный состав
- 59-й гвардейский стрелковый полк — командир полка майор Биненбойм А. В., военком полка старший политрук Афиногенов П. И.

## В донесениях о безвозвратных потерях
Именной список безвозвратных потерь по 59 гвардейскому стрелковому полку 21 Гвардейской стрелковой дивизии с 26 декабря 1941 года по 1 мая 1942 года. Архивная копия от 4 марта 2016 на Wayback Machine
Согласно ведомости списков безвозвратных потерь личного состава 21 Гвардейской стрелковой дивизии, отправленных в Центральное бюро потерь личного состава:  Архивная копия от 4 марта 2016 на Wayback Machine
- 59-й гвардейский стрелковый полк — 824 человек — с 1 по 82 лист